# Alice Cans the Cannibals
Pour les articles homonymes, voir Cans.
Série Alice Comedies
Alice and the Three Bears
(1924) Alice the Toreador
(1925)
Pour plus de détails, voir Fiche technique et Distribution.
Alice Cans the Cannibals est un court métrage d'animation américain muet de la série Alice Comedies sorti en 1925.

## Synopsis
Alors qu'Alice et Julius roulent au bord d'une falaise, ils tombent dans l'océan et sont emmenés par une tempête sur une île inconnue, Cannibal Islands. Alice et son chat sont alors poursuivis par les indigènes, des cannibales. Le duo essaye de ne pas finir dans la marmite des habitants de l'île.

## Fiche technique
- Titre original : Alice Cans the Cannibals
- Série : Alice Comedies
- Réalisation : Walt Disney
- Animation : Ub Iwerks, Rollin Hamilton, Thurston Harper
- Encrage et peinture : Lillian Bounds, Kathleen Dollard
- Photographie : Mike Marcus
- Montage  : Georges Winkler
- Production :  Margaret J. Winkler
- Société de production : Disney Brothers Studios
- Société de distribution : Margaret J. Winkler (1925)
- Pays :  États-Unis
- Format d'image : noir et blanc - 35 mm - 1,37:1 - muet
- Genre : animation et prises de vues réelles
- Durée : 6 min
- Dates de sortie : 
  - janvier 1925
  - 7 mars 1925 au Criterion de Los Angeles, en première partie de Le Dernier des hommes de F. W. Murnau

Source : Walt in Wonderland

## Distribution
- Virginia Davis : Alice

## Commentaires
Produit en novembre 1924, il a été livré le 29 novembre 1924. 
Le film véhicule des clichés des peuples africains cannibales considérés de nos jours comme péjoratifs, comme par exemple des os dans les cheveux.